# Pont de Touraké
Le pont de Touraké, encore appelé pont sur le Lom, dont la construction a commencé en 2021 et s'achève en 2022, est un pont qui traverse le Lom (rivière de l'Est du Cameroun, affluente de la Sanaga). Il fait partie d'un ensemble de projets d'infrastructures autour du barrage de Lom Pangar. 

## Histoire
Le pont sur le Lom est réalisé par l'entreprise Razel près de la localité de Touraké dans l'arrondissement de Bétaré Oya à l'Est du Cameroun. Il est inauguré en 2022.
Théodore Nsangou, directeur général d’Electricity development corporation (EDC), et Franck Casteleyn,  directeur du groupement Razel Cameroun signent le 22 juillet 2020 un contrat pour la construction d’un pont sur le Lom. 
Le montant du contrat s'élève à 9,72 milliards de FCFA, pour une durée de 24 mois. Razel gagne ce marché sur appel d’offres lancé par EDC en 2019.
Des travaux annexes à Touraké et la construction d’un débarcadère sont inclus dans le projet. Le pont est le dernier point de toutes les infrastructures du projet de Lom-Pangar (barrage, usine de pieds et ligne de transport Lom-Pangar-Bertoua, Bertoua-Abongmbang) qui vise l’électrification rurale de l’Est. 
| Vidéo externe |                                                                              |
|               | Vue aérienne sur le Pont de Touraké en Construction (images de janvier 2022) |

Le financement vient de l’Agence française de développement. Comme celui du pont de Nachtigal à côté de Batchenga qui relie le centre de l'Adamaoua au nord de la ville de Yaoundé. Une centrale hydroélectrique au pied du barrage est envisagée; assortie des lignes de transport pour électrifier les environs des villages autour de Lom-Pangar.

## Description
| \| 500 km1:16 991 000 \| 1ier Pont (1830 m) 2ième Pont (756 m) Mungo (400 m) Pt Allemand (? m) Edéa (??? m) Ebebda (1020 m) Dibamba (??? m) Nyong (??? m) Kousseri (230 m) Benoué (405 m) Natchigal (??? m) Cross River(1500 m) Touraké(140 m) Bongor (600 m) |
| 500 km1:16 991 000 |

| Ponts existants                                              |
| Ponts en chantier/projet                                     |
| (1911, 1020 m) (Année de construction, longueur (en mètres)) |

Le Pont est construit sur le Lom (rivière), près de la commune de Touraké. Le pont est long de 140 mètres, est constitué de 3 travées et un tabliers mixte. Deux piles sont fondées sur les 2 pieux d'approximativement 30 mètres.
La technique des dalles de ponts poussées de Razel Bec est utilisée pour réaliser la construction du pont.

## Tourisme
Le Pont sur le Lom est situé près du barrage de Lom Pangar,.
Le pont sur le fleuve Lom relie la nationale n°1 à la n°13.